# 小波柳希夫
49°37′4″N 24°42′4″E / 49.61778°N 24.70111°E
小波柳希夫（烏克蘭語：Малий Полюхів），是烏克蘭西部的村莊，隸屬利維夫州的利維夫區。該村面積0.87平方公里，海拔高度385米，2001年人口161，人口密度每平方公里185.06人。